# Metropolia di Chanty-Mansijsk

Localizzazione del circondario autonomo degli Chanty-Mansi-Jugra.

La metropolia di Chanty-Mansijsk (in russo Ханты-Мансийская митрополия?) è una delle province ecclesiastiche che costituiscono la Chiesa ortodossa russa.
Istituita dal Santo Sinodo il 25 dicembre 2014, comprende l'intero circondario autonomo degli Chanty-Mansi-Jugra nel circondario federale degli Urali.
È costituita da 2 eparchie:
- Eparchia di Chanty-Mansijsk
- Eparchia di Jugorsk

Sede della metropolia è la città di Chanty-Mansijsk, il cui eparca ha il titolo di "Metropolita di Chanty-Mansijsk e Surgut".